# Индейская парная

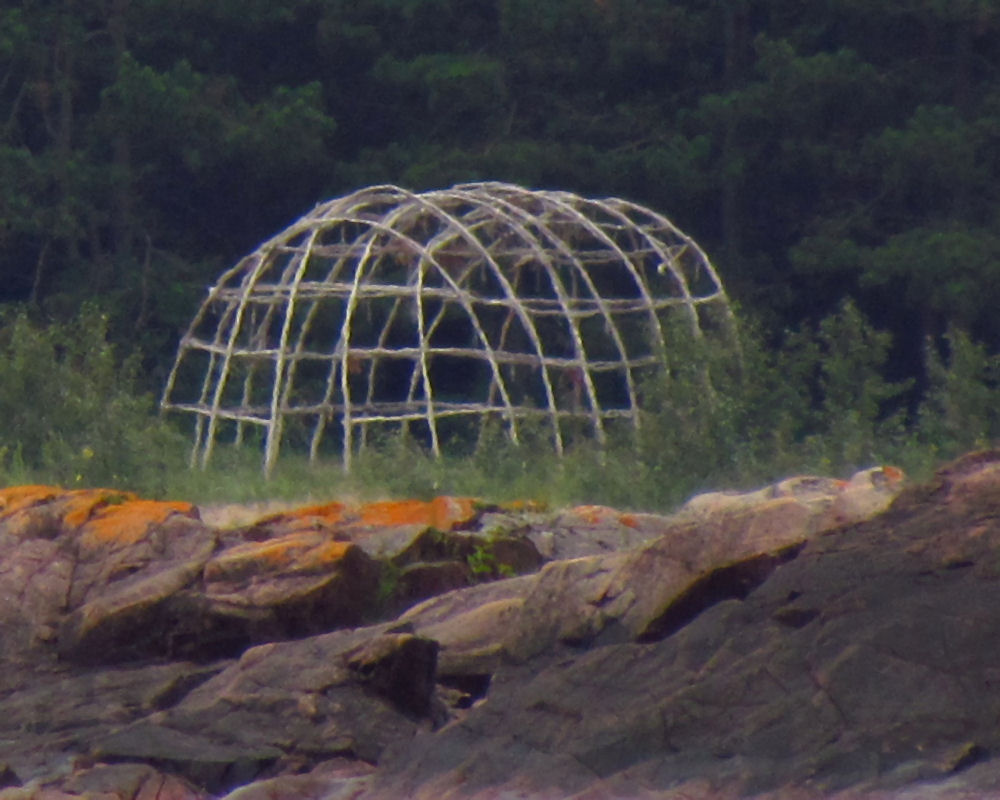
Каркас для парной племени оджибве.

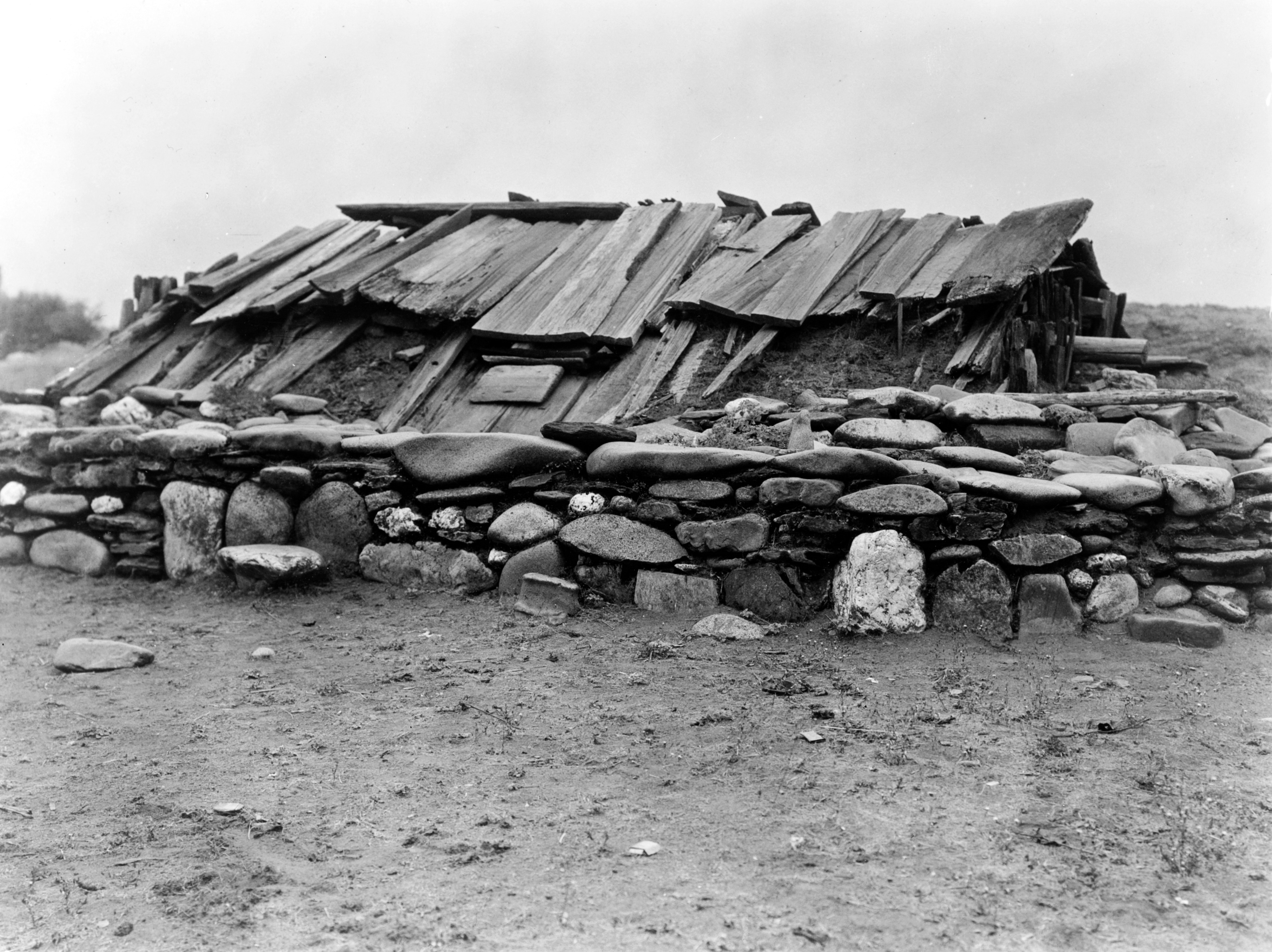
Полуподземная парная индейского народа хупа, покрытая деревянной дощатой крышей и окружённая стеной из больших камней

Индейская парна́я (в англоязычной традиции sweat lodge, «хижина пота») — хижина, обычно куполообразной или продолговатой формы, изготовленная из натуральных материалов для церемонии очищения, распространённой у североамериканских индейцев различных этнических групп.
Традиционно это простое сооружение, которое представляет собой каркас из шестов, покрытых одеялами, а иногда и шкурами животных. Первоначально парная использовалась только некоторыми коренными народами Северной и Южной Америки, особенно индейцами равнин, но с ростом паниндейского движения многие народы, у которых первоначально не было церемонии очищения жаром, восприняли этот обычай, что не всегда принималось с одобрением народами, изначально практиковавшими обычай.
Потение в данной хижине представляет собой не банную процедуру, а религиозную церемонию — как молитву и исцеление. Церемония должна проводиться только старейшинами, которые знают соответствующий язык, песни, традиции и меры предосторожности. В случае нарушения этих обычаев церемония считается опасной, как в духовном смысле, так и в физическом.
Попытки неиндейцев в Северной Америке и за рубежом имитировать церемонию вызывали гневную реакцию индейцев, вплоть до объявления войны Федерацией Лакота и аналогичных заявлений старейшин коренных народов, где говорилось, что подобные подражания являются опасными и неуважительными примерами культурного присвоения и должны быть прекращены.